# Festa di compleanno (film)
Festa di compleanno (The Birthday Party) è un film drammatico del 1968 diretto da William Friedkin e interpretato da Robert Shaw, tratto dall'opera teatrale Il compleanno di Harold Pinter che ne ha anche scritto l'adattamento cinematografico.
Il film, così come l'opera originaria, è un tipico esempio di "commedia della minaccia", genere associato proprio al drammaturgo inglese caratterizzato da un inizio apparentemente innocente che diventa assurdo e minaccioso a causa del comportamento inspiegabile dei personaggi.

## Trama
In una pensione sul mare gestita da una coppia di anziani, un pianista disoccupato riceve la visita di due enigmatici individui che decidono di trascorrere la notte con lui con il pretesto di festeggiare il suo compleanno. In realtà il pianista ha un passato oscuro e i due stranieri hanno ben altre intenzioni.

## Produzione
Festa di compleanno rappresentò la realizzazione di un grande sogno professionale per Friedkin che lo ha definito "il primo film che volevo davvero fare". Il regista aveva visto la pièce per la prima volta a San Francisco nel 1962 e si rivolse al produttore Edgar Scherick della Palomar Pictures per ottenere i fondi per il film. Harold Pinter scrisse la sceneggiatura e fu molto coinvolto anche nel casting.
Dopo le prove, che durarono circa dieci giorni, le riprese iniziarono e proseguirono senza particolari ritardi. Friedkin ha detto in seguito che l'unico scontro con Pinter in un anno di lavoro insieme avvenne quando il regista Joseph Losey disse al drammaturgo di riferirgli che avrebbe dovuto eliminare una scena ripresa attraverso uno specchio, per la ragione che sembrava troppo vicina al suo stile. Friedkin rifiutò e successivamente ha dichiarato: «Non avevo intenzione di distruggere la continuità del film solo per placare l'ego di Losey».
Il produttore Max Rosenberg, noto per i film horror della Amicus Productions, venne coinvolto dalla Palomar come line producer.

## Accoglienza

### Incassi
Il film ha incassato complessivamente 400.000 dollari (50.000 negli Stati Uniti) registrando una perdita di 725.000 dollari.
Nonostante l'insuccesso, in seguito Friedkin ha affermato di essere orgoglioso del film: «Il cast lo ha interpretato alla perfezione. Ad eccezione di qualche sporadico abbellimento registico eccessivo, penso di aver catturato il mondo di Pinter. Il tempo che ho trascorso con lui e le tante conversazioni che abbiamo fatto sono state le più preziose e istruttive della mia carriera».

### Critica
Il 6 gennaio 1969, il regista e critico teatrale Harold Clurman ha descritto il film sulla rivista The Nation come "una fantasia di paura e accusa," aggiungendo che «l'orecchio di Pinter è così fine, il suo metodo così economico e così sagacemente stilizzato, bilanciando tediose note realistiche con suggestioni di impenetrabile violenza, che il suo dramma riesce ad essere allo stesso tempo divertente e raccapricciante».
Il 12 febbraio 1970 l'Evening Standard ha riportato che il film, così come il dramma teatrale, è «uno studio sulla dominazione che mostra dubbi, paure, illuminazioni tremanti e terrificanti apprensioni dentro le quattro mura del soggiorno di una pensione sul mare».
Il critico Roger Ebert ha apprezzato le interpretazioni di Robert Shaw e Sydney Tafler (che ricevette una nomination come miglior attore non protagonista ai NSFC Awards), aggiungendo a proposito del film: «I personaggi sono ancora intrappolati dentro il claustrofobico salotto, ma fuori la gente passeggia per strada e le auto passano e la lugubre fantasia dell'opera teatrale si disperde. La realtà è semplicemente troppo vicina, proprio fuori dalla porta. Si può uscire e trovarla di nuovo. D'altra parte, è impossibile immaginare un film tratto da un'opera di Pinter migliore di questa versione sensibile e inquietante diretta da William Friedkin».
Il critico Morando Morandini nel suo dizionario riporta: «La pièce affascina sullo schermo per la sua minacciosa suspense alla Hitchcock più che per la capziosa profondità di "teatro dell'assurdo"».